# Washburn (Wisconsin)
Pour les articles homonymes, voir Washburn.
La ville de Washburn, au bord du lac Supérieur, est le siège du comté de Bayfield dans le Wisconsin aux États-Unis. Poste des coureurs des bois et des missionnaires jésuites français au XVIIe siècle, petit centre industriel au XXe siècle, c'est surtout aujourd'hui un port de plaisance.

## Historique

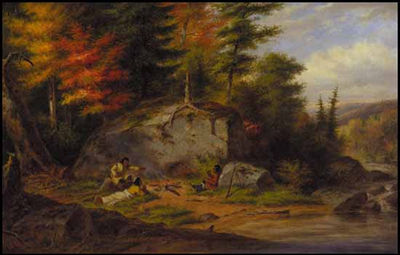
Station de portage des Indiens Chippewas, peinture de Cornelius Krieghoff, 1865.

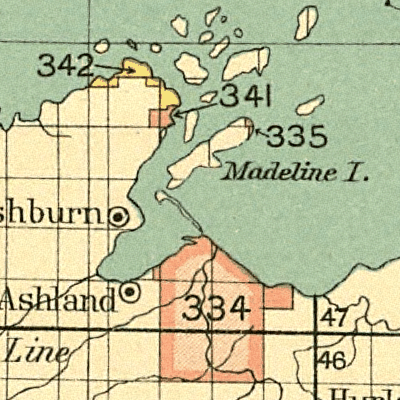
Washburn et la réserve des Chippewas (Ojibwés), carte de 1899.

Cette localité située vers l'extrémité ouest du lac Supérieur est parcourue par les coureurs des bois français Pierre-Esprit Radisson et Médard des Groseilliers. En 1665, le jésuite Claude-Jean Allouez y fonde une mission sous le nom de Pointe du Saint-Esprit, non loin de la ville actuelle. Le nom de La Pointe a longtemps désigné l'ensemble de la baie autour de l'île Madeline. Un fort français y est établi en 1693 par Pierre-Charles Le Sueur mais abandonné en 1698. Un second fort est construit en 1718 : Louis Denys de la Ronde en reçoit le commandement en 1727 et le dote d'un appontement et probablement d'un moulin. Il entend parler de gisements de cuivre situés dans la région mais c'est seulement en 1733 qu'il obtient du gouvernement royal la permission d'ouvrir une exploitation minière, la première créée par des Européens dans la région des Grands Lacs. Il doit l'arrêter en 1740 à cause d'une guerre qui éclate entre les Sioux et les Chippewas. Il a pour successeur son fils Philippe, puis Joseph Marin de La Malgue, mais le poste a perdu beaucoup de son importance : les Français l'abandonnent en 1759 pendant la guerre franco-anglaise.
En 1765, Alexander Henry, un marchand de fourrures venu du New Jersey, rouvre la ligne commerciale vers le haut Mississipi. Vers 1800, il la confie à Michel Cadotte (en) qui rebâtit le Fort La Pointe et renforce son statut local en épousant la fille d'un chef chippewa dont il aura deux filles. Il est affilié à la Compagnie du Nord-Ouest. En 1821, le comptoir est repris par l'American Fur Company. En 1854, un traité est signé avec les Chippewas pour délimiter leur territoire.
La ville actuelle est fondée en 1883 et tient son nom de Cadwallader Colden Washburn, gouverneur du Wisconsin de 1872 à 1874. Elle reçoit son statut municipal en 1904.

## Population
Au recensement de 2000, la ville comptait 2 280 habitants dont 92,06% de Blancs (26,8% d'origine allemande, 14,2% norvégienne, 7,1% française, 7,1% polonaise, 6,7% irlandaise, 5,6% anglaise, 5,6% suédoise). Au recensement de 2020, elle compte 5,2% d'Amérindiens, 0,6% d'Afro-Américains, 2,9% d'hispaniques.

## Économie

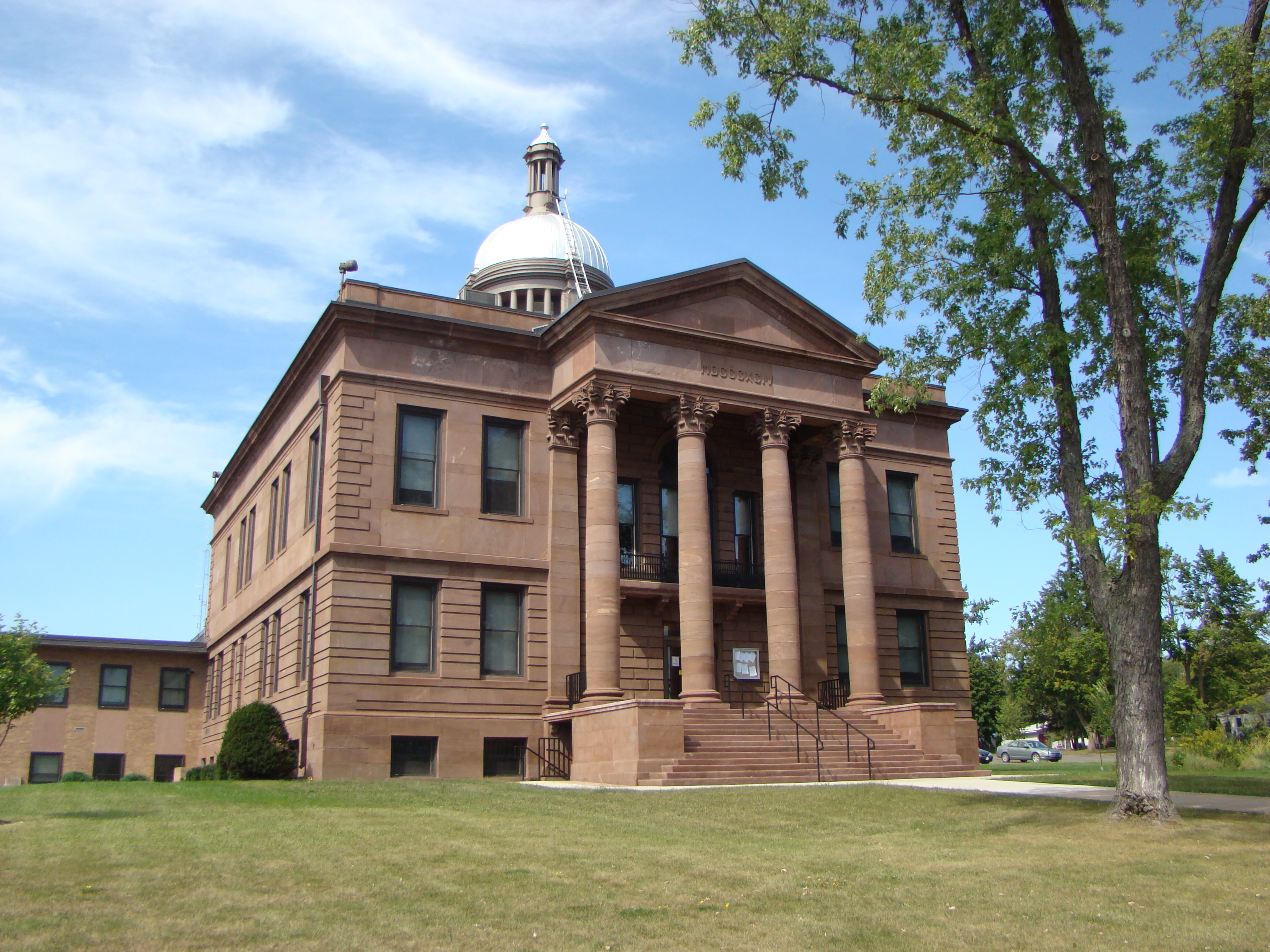
Tribunal du comté de Bayfield en septembre 2012.

L'économie de la ville a longtemps été basée sur  l'exploitation forestière. En 1905, la firme Du Pont de Nemours y ouvre une usine de TNT qui sera la dernière fabrique privée de cet explosif aux États-Unis, toutes les autres devenant propriété de l'État : elle ferme en 1971. Actuellement, la plupart des emplois dépendent du tourisme et des administrations du comté. Depuis 1981, elle est desservie par les autocars de la compagnie locale Bay Area Rural Transit (en).

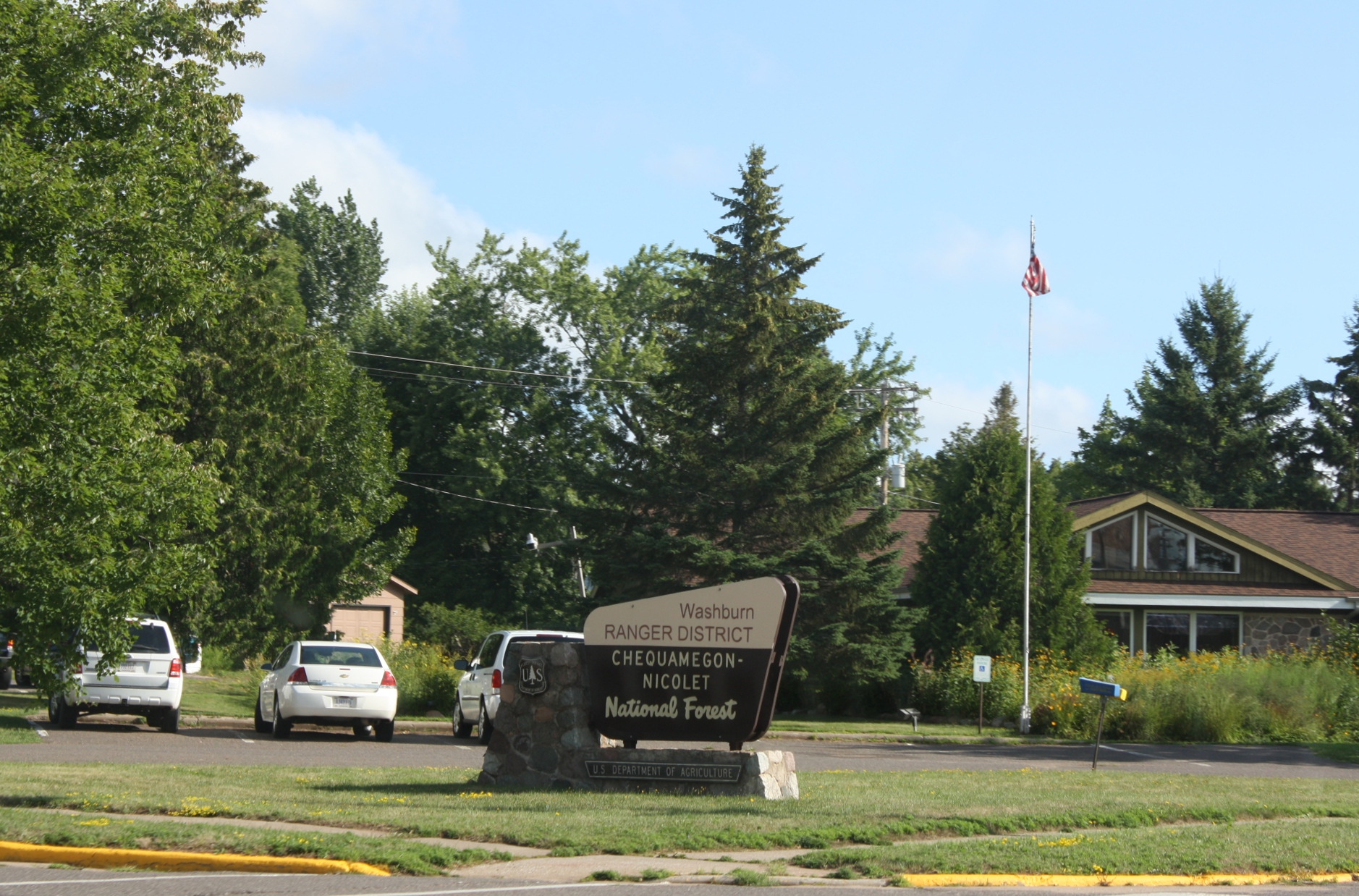
Poste des gardes forestiers de la forêt nationale de Chequamegon-Nicolet en août 2012.

## Environnement
Washburn est un des accès de la  forêt nationale de Chequamegon-Nicolet. Elle a un port de plaisance de 138 places qui sert notamment à l'observation d'oiseaux : on y rencontre le Huard du Pacifique, le Huard à gorge rousse, le Grèbe jougris, la Mouette de Bonaparte, trois espèces de labbes, l'Alouette hausse-col, le Bruant lapon, etc.